# (17856) Gomes
(17856) Gomes est un astéroïde de la ceinture principale.

## Description
(17856) Gomes est un astéroïde de la ceinture principale. Il fut découvert le 18 mai 1998 à la station Anderson Mesa par le programme LONEOS. Il présente une orbite caractérisée par un demi-grand axe de 2,68 UA, une excentricité de 0,04 et une inclinaison de 2,5° par rapport à l'écliptique.

## Compléments